# Leucothyreus femoralis
Leucothyreus femoralis är en skalbaggsart som beskrevs av Blanchard 1851. Leucothyreus femoralis ingår i släktet Leucothyreus och familjen Rutelidae. Utöver nominatformen finns också underarten L. f. goyanus.